# Джетиня
Джетиня (на сръбски: Ђетиња, [d͡ʑě̞tiɲa]) е река в западна Сърбия.
Извира от планината Златибор и тече на изток успоредно на нейните северни склонове. Преминава през Ужице и при Пожега се слива с Голийска Моравица, образувайки Западна Морава. Дължината на реката е 75 километра, площта на водосборния басейн е 1 486 квадратни километра, а средният оттоке е 1,93 кубични метра в секунда. За нейното наименование има различни хипотези и легенди.